# Епархия Нисы Ликийской
Епархия Нисы Ликийской (лат. Dioecesis Nisena in Lycia) — титулярная епархия Римско-Католической церкви.

## История
Античный город Ниса Ликийская, идентифицируемый сегодня с археологическими раскопками «Küçükahuriyala» в современной Турции, находился в римской провинции Ликия диоцеза Азии. До конца VIII века Ниса Ликийская была центром одноимённой епархии, входившей в митрополию Миры Константинопольского патриархата.
С 1935 года епархия Нисы Ликийской является титулярной епархией Римско-Католической церкви.

## Греческие епископы
- епископ Георгий (упоминается в 787 году).

## Титулярные епископы
- епископ Thomas Henry McLaughlin (18.05.1935 — 16.12.1937) — назначен епископом Патерсона;
- епископ Francis Joseph Tief (11.06.1938 — 22.09.1965);
- епископ Любомир Гузар (22.02.1996 — 26.01.2001) — выбран кардиналом;
- епископ Игорь Возьняк C.SS.R.[1] (11.01.2002 — 10.11.2005) — назначен архиепископом Львова;
- епископ Guido Iván Minda Chalá (4.11.2009 — 2.2.2022) назначен епископом острова Святой Елены.
- епископ Eloy Ricardo Domínguez Martínez (16.7.2022 — по настоящее время).

## Источник
- Annuario Pontificio, Libreria Editrice Vaticana, Città del Vaticano, 2003, стр. 865, ISBN 88-209-7422-3
- Pius Bonifacius Gams, Series episcoporum Ecclesiae Catholicae, Leipzig 1931, стр. 450  (лат.)
- Michel Lequien, Oriens christianus in quatuor Patriarchatus digestus, Parigi 1740, Tomo I, coll. 987—988  (лат.)